# Albert Lasker-díj
Az Albert Lasker-díjat évente azoknak az élő személyeknek ítélik oda, akik jelentős mértékben hozzájárultak az orvostudomány fejlődéséhez, vagy akik a közegészségügy érdekében jelentő hatású gyógyszer kifejlesztésében játszottak kiemelkedő szerepet.
A díjat helyenként "amerikai Nobel-díjnak" is nevezik. A díjazottak közül 2016-ig 87-en részesültek Nobel-díjban is, közülük 41-en az elmúlt három évtizedben. Az elismeréssel járó díj minden kategóriában 250 000 dollár.

## Története
A díjat Albert Lasker (1880−1952) és felesége Mary Woodard Lasker (1901−1994) alapította 1942-ben. Első alkalommal 1946-ban osztották ki. Az Albert és Mary Lasker Alapítvány jelenlegi elnöke Claire Pomeroy. Az Alapítvány székhelye New York.

## Kategóriái
2016-ban a díjat négy kategóriában osztották ki:
- Albert Lasker Basic Medical Research Award (az orvosi alapkutatásokért)
- Lasker-DeBakey Clinical Medical Research Award (a klinikai fejlesztésekért)
- Lasker-Bloomberg Public Service Award (közegészségügyi díj) (2001−2011 között Mary Woodard Lasker Public Service Award, 2000-ig Albert Lasker Public Service Award.)
- Lasker-Koshland Special Achievement Award in Medical Science (speciális orvostudományi eredményekért) (1994-től)

Korábbi kategóriái:
- Special Public Health Awards (1975−1987 között)
- Special Awards (1947−1959 között)
- Group Awards (1946−1960 között)
- Lasker Awards given by the International Society for the Rehabilitation of the Disabled (A fogyatékkal élők rehabilitációjáért) (1954−1972 között)
- Lasker Awards given by the National Comittee Against Mental Illness (A mentális betegségek gyógyításáért) (1944−1949 között)
- Lasker Awards given by Planned Parenthood – World Population (A családtervezés és a világ népesedési problémáival kapcsolatos kutatásokért) (1945−1965 között)
- Albert Lasker Medical Journalism Awards (Orvosi újságíró díj) (1949−1969 között)

## A díjazottak
| Év   | Kategória                                                                                         | Kategória | Kategória                                                                                       | Kategória                                                                         | Kategória |
| Év   | Alap                                                                                              | Klinikai | Közegészségügyi                                                                                 | Speciális                                                                         | Egyéb |
| ---- | ------------------------------------------------------------------------------------------------- | --- | ----------------------------------------------------------------------------------------------- | --------------------------------------------------------------------------------- | --- |
| 2016 | William Kaelin Peter Ratcliffe Gregg Semenza                                                      | Ralf Bartenschlager Charles Rice Michael J. Sofia |                                                                                                 | Bruce Alberts                                                                     | |
| 2015 | Stephen Elledge Evelyn Witkin                                                                     | James Allison | Orvosok Határok Nélkül                                                                          |                                                                                   | |
| 2014 | Kazutoshi Mori Peter Walter                                                                       | Alim-Louis Benabid Mahlon DeLong |                                                                                                 | Mary-Claire King                                                                  | |
| 2013 | Richard Scheller Thomas Südhof                                                                    | Graeme Clark Ingeborg Hochmair Blake Wilson | Bill Gates Melinda Gates                                                                        |                                                                                   | |
| 2012 | Michael Sheetz James Spudich Ronald Vale                                                          | Roy Yorke Calne Thomas Starzl |                                                                                                 | Donald Brown Tom Maniatis                                                         | |
| 2011 | Franz-Ulrich Hartl Arthur Horwich                                                                 | Tu Youyou | National Institutes of Health Clinical Center (Bethesda, Maryland)                              |                                                                                   | |
| 2010 | Douglas Coleman Jeffrey Friedman                                                                  | Napoleone Ferrara |                                                                                                 | David Weatherall                                                                  | |
| 2009 | John B. Gurdon Jamanaka Sinja                                                                     | Brian Druker Nicholas Lydon Charles Sawyers | Michael Bloomberg                                                                               |                                                                                   | |
| 2008 | Victor Ambros David Baulcombe Gary Ruvkun                                                         | Akira Endo |                                                                                                 | Stanley Falkow                                                                    | |
| 2007 | Ralph Steinman                                                                                    | Alain Carpentier Albert Starr | Anthony Fauci                                                                                   |                                                                                   | |
| 2006 | Elizabeth Blackburn Carol W. Greider Jack W. Szostak                                              | Aaron T. Beck |                                                                                                 | Joseph Gall                                                                       | |
| 2005 | Ernest McCulloch James Till                                                                       | Alec Jeffreys Edwin Southern | Nancy Brinker                                                                                   |                                                                                   | |
| 2004 | Pierre Chambon Ronald M. Evans Elwood Jensen                                                      | Charles Kelman |                                                                                                 | Matthew Meselson                                                                  | |
| 2003 | Robert Roeder                                                                                     | Marc Feldmann Ravinder Maini | Christopher Reeve                                                                               |                                                                                   | |
| 2002 | James Rothman Randy Schekman                                                                      | Willem Kolff Belding Scribner |                                                                                                 | James Darnell                                                                     | |
| 2001 | Mario Capecchi Martin Evans Oliver Smithies                                                       | Robert Geoffrey Edwards | William Foege                                                                                   |                                                                                   | |
| 2000 | Aaron Ciechanover Avram Hersko Alexander Varshavsky                                               | Harvey Alter Michael Houghton |                                                                                                 | Sydney Brenner                                                                    | |
| 1999 | Clay Armstrong Bertil Hille Roderick Mac Kinnon                                                   | David Cushman Miguel Ondetti |                                                                                                 | Seymour Kety                                                                      | |
| 1998 | Leland H. Hartwell Yoshio Masui Paul Nurse                                                        | Alfred Knudson Peter Nowell Janet Rowley |                                                                                                 | Daniel Koshland                                                                   | |
| 1997 | Mark Ptashne                                                                                      | Alfred Sommer |                                                                                                 | Victor McKusick                                                                   | |
| 1996 | Robert F. Furchgott Ferid Murad                                                                   | Porter Warren Anderson David H. Smith John Robbins Rachel Schneerson |                                                                                                 | Paul Zamecnik                                                                     | |
| 1995 | Peter Doherty Jack Strominger Emil Unanue Don Wiley Rolf M. Zinkernagel                           | Berry Marshall | Mark Hatfield                                                                                   |                                                                                   | |
| 1994 | Stanley B. Prusiner                                                                               | John Allen Clements |                                                                                                 | Maclyn McCarthy                                                                   | |
| 1993 | Günter Blobel                                                                                     | Donald Metcalf | Paul G. Rogers Nancy Wexler                                                                     |                                                                                   | |
| 1992 |                                                                                                   | |                                                                                                 |                                                                                   | |
| 1991 | Edward B. Lewis Christiane Nüsslein-Volhard                                                       | Yuet Wai Kan | Robin Chandler Duke Thomas O'Neill                                                              |                                                                                   | |
| 1990 |                                                                                                   | |                                                                                                 |                                                                                   | |
| 1989 | Michael Berridge Alfred G. Gilman Edwin G. Krebs Yasutomi Nishizuka                               | Etienne-Emile Baulieu | Lewis Thomas                                                                                    |                                                                                   | |
| 1988 | Thomas Cech Phillip Allen Sharp                                                                   | Vincent Dole | Lowell Weicker                                                                                  |                                                                                   | |
| 1987 | Leroy Hood Philip Leder Tonegava Szuszumu                                                         | Mogens Schou |                                                                                                 | A National Institutes of Health (Nemzeti Egészségügyi Intézet) 100. évfordulójára | |
| 1986 | Rita Levi-Montalcini Stanley Cohen                                                                | Myron Essex Robert Gallo Luc Montagnier | Ma Haide (George Hatem)                                                                         |                                                                                   | |
| 1985 | Michael Stuart Brown Joseph L. Goldstein                                                          | Bernard Fisher | Ann Landers (Eppie Lederer) Lane Adams                                                          |                                                                                   | |
| 1984 | Georges Köhler César Milstein Michael Potter                                                      | Paul Lauterbur | Henry Heimlich                                                                                  | Dorothy T. Krieger                                                                | |
| 1983 | Eric Kandel Vernon Mountcastle                                                                    | F. Mason Sones | Maurice Hilleman Saul Krugman                                                                   |                                                                                   | |
| 1982 | John Michael Bishop Raymond L. Erikson Hidesaburo Hanafusa Harold E. Varmus Robert C. Gallo       | Roscoe O. Brady Elizabeth F. Neufeld |                                                                                                 |                                                                                   | |
| 1981 | Barbara McClintock                                                                                | Louis Sokoloff |                                                                                                 |                                                                                   | |
| 1980 | Paul Berg Hebert Boyer A. Dale Kaiser Stanley N. Cohen                                            | Cyril A. Clarke Ronald Finn Vincent J. Freda John G. Gorman William Pollack |                                                                                                 | The National Heart, Lung, and Blood Institute                                     | |
| 1979 | Roger Wolcott Sperry Walter Gilbert Frederick Sanger                                              | | John Wilson                                                                                     |                                                                                   | |
| 1978 | Hans W. Kosterlitz John Hughes Solomon H. Snyder                                                  | Robert Austrian Emil C. Gotschlich Michael Heidelberger | Theodore Cooper Elliot L. Richardson                                                            |                                                                                   | |
| 1977 | Sune Bergström Bengt Samuelsson John R. Vane                                                      | Inge G. Edler Hellmuth Hertz |                                                                                                 |                                                                                   | |
| 1976 | Rosalyn S. Yalow                                                                                  | Raymond Ahlquist J.W. Black | Egészségügyi Világszervezet                                                                     |                                                                                   | |
| 1975 | Frank J. Dixon Henry G. Kunkel Roger Guillemin Andrew Schally                                     | Godfrey Hounsfield William Oldendorf | Jules Stein                                                                                     | A Merck Sharp és Dohme kutatólaboratórium kutatócsoportja                         | |
| 1974 | Ludwik Gross Howard Skipper Sol Spiegelman Howard Teemin                                          | John Charnley |                                                                                                 |                                                                                   | |
| 1973 |                                                                                                   | William Kouwenhoven Paul Zoll | Warren Magnuson                                                                                 |                                                                                   | |
| 1972 |                                                                                                   | Joseph Burchenal Denis Burkitt Paul Carbone Vincent DeVita Isaac Djerassi Emil Frei Emil Freireich Roy Hertz James F. Holland Edmund Klein Min Chiu Li V. Anomah Ngu Donald Pinkel Eugene J. van Scott John L. Ziegler Gordon Zubrod |                                                                                                 |                                                                                   | A fogyatékkal élők rehabilitációjáért: James F. Garrett Kamala V. Nimbkar Jean Regniers |
| 1971 | Seymour Benzer Charles Yanofsky Sydney Brenner                                                    | Edward D. Freis |                                                                                                 |                                                                                   | |
| 1970 | Earl W. Sutherland, Jr.                                                                           | Robert A. Good |                                                                                                 |                                                                                   | |
| 1969 | Bruce Merrifield                                                                                  | George Cotsiatz |                                                                                                 |                                                                                   | A fogyatékkal élők rehabilitációjáért: Gustav Gringas Raden Soeharso Dr. és felesége Andre Trannoy Nemzetközi Munkaügyi Szervezet (ILO) |
| 1968 | Har Gobind Khorana Marshall Warren Nirenberg William Windle                                       | John Heysham Gibbon | Lister Hill                                                                                     |                                                                                   | |
| 1967 | Bernard Brodie                                                                                    | Robert Allan Phillips | Claude Pepper                                                                                   |                                                                                   | |
| 1966 | Georg Palade                                                                                      | Sydney Farber | Eunice Kennedy Shriver                                                                          |                                                                                   | A fogyatékkal élők rehabilitációjáért: Poul Stochholm Wiktor Dega Eugene J. Taylor |
| 1965 | Robert Holley                                                                                     | Albert Bruce Sabin | Lyndon B. Johnson                                                                               |                                                                                   | A családtervezés és a világ népesedési problémáival kapcsolatos kutatásokért: C. Lee Buxton és Estelle T. Griswold |
| 1964 | Renato Dulbecco Harry Rubin                                                                       | Nathan Kline |                                                                                                 |                                                                                   | A családtervezés és a világ népesedési problémáival kapcsolatos kutatásokért: Cass Canfield |
| 1963 | Lyman Craig                                                                                       | Michael DeBakey Charles Huggins | Melvin Laird Oren Harris                                                                        |                                                                                   | A fogyatékkal élők rehabilitációjáért: Renato de Costa Bomfim Kurt Jansson Leonard W. Mayo |
| 1962 | Choh Hao Li                                                                                       | Joseph Smadel |                                                                                                 |                                                                                   | |
| 1961 |                                                                                                   | |                                                                                                 |                                                                                   | A családtervezés és a világ népesedési problémáival kapcsolatos kutatásokért: John D. Rockefeller, III |
| 1960 | Ernst Ruska James Hillier Maurice Wilkins Francis Crick James D. Watson James Neel Lionel Penrose | Karl Paul Link Irving Wright Edgar Van Nuys Allen | John Black Grant Abel Wolman                                                                    |                                                                                   | Group Award: Crippled Children's Program of the Children's Bureau Chronic Disease Program of the California State Department of Public Health A fogyatékkal élők rehabilitációjáért: Mary E. Switzer Gudmund Harlem Paul Brand A családtervezés és a világ népesedési problémáival kapcsolatos kutatásokért: Gregory Pincus |
| 1959 | Albert Coons Jules Freund                                                                         | Robert Gross Gilbert Dalldorf John Holmes Dingle | Maurice Pate                                                                                    | J. Lister Hill John E. Fogarty                                                    | A családtervezés és a világ népesedési problémáival kapcsolatos kutatásokért: Julian Huxley |
| 1958 | Irvine Page Theodore Puck Alfred Hershey Gerhard Schramm Heinz Fraenkel-Conrat Peyton Ruus        | Robert Wallace Wilkins | Basil O'Connor                                                                                  |                                                                                   | A családtervezés és a világ népesedési problémáival kapcsolatos kutatásokért: Harrison Scott Brown |
| 1957 | Isaac Starr                                                                                       | Robert Noce Pierre Deniker Heinz Lehmann Nathan Kline Henri Laborit Richard Shope Rustom Jal Vakil | Cassius van Slyke Frank Boudreau Reginald Atwater                                               |                                                                                   | A fogyatékkal élők rehabilitációjáért: Howard A. Rusk Fabian W.G. Langenskiold The World Veterans Federation (Veteránok Világszövetsége) |
| 1956 | Karl Meyer Francis Schmitt                                                                        | V. Everett Kinsey Arnall Patz Louis Katz Jonas Edward Salk | William Shepard                                                                                 | Alan Gregg                                                                        | Group Award: The Food and Drug Administration Medical Care Program, Welfare and Retirement Fund of the United Mine Workers of America |
| 1955 | Karl Wiggers Karl Paul Link                                                                       | C. Walton Lillehei Morley Cohen Herbert Warden Richard Varco Irving Selikoff Walsh McDermott Edward Robitzek Carl Muschenheim | Menninger Alapítvány és Klinika Nursing Services of the US Public Health Service Robert Defries |                                                                                   | A családtervezés és a világ népesedési problémáival kapcsolatos kutatásokért: Warren O. Nelson Robert Carter Cook |
| 1954 | Szent-Györgyi Albert John Enders Edwin Astwood                                                    | Alfred Blalock Helen Taussig Robert Gross | Leona Baumgartner                                                                               |                                                                                   | Group Award: Streptococcal Disease Laboratory, Armed Forces Epidemiological Board, Francis E. Warren Air Force Base: Charles H. Rammelkamp Jr. A fogyatékkal élők rehabilitációjáért: Henry H. Kessler Juan Farill Viscount Nuffield A családtervezés és a világ népesedési problémáival kapcsolatos kutatásokért: Dhanvanthi Rama Rau Min Chueh Chang Howard C. Taylor |
| 1953 | George Wald Michael Heidelberger Hans Adolf Krebs                                                 | Paul Dudley White | Earle Bernard Phelps Felix Underwood                                                            |                                                                                   | Group Award: Division of Research Grants, National Institutes of Health University Laboratory of Physical Chemistry Related to Medicine, Harvard University A családtervezés és a világ népesedési problémáival kapcsolatos kutatásokért: Harry Emerson Fosdick Elise Ottesen-Jensen |
| 1952 | Franc Macfarlane Burlet                                                                           | Frederick McKay H. Trendley Dean Conrad Elvehjem | G. Brock Chisholm Howard A. Rusk                                                                | Charles-Edward Amory Winslow                                                      | A családtervezés és a világ népesedési problémáival kapcsolatos kutatásokért: John William Roy Norton Herbert Thoms Eleanor Bellows Pillsbury |
| 1951 | Karl Friedrich Meyer                                                                              | Elise L'Esperance Catherine Macfarlane William Lennox Frederick Gibbs | Florence R. Sabin                                                                               |                                                                                   | Group Award: The Health Insurance Plan of Greater New York Anonim Alkoholisták (Alcoholics Anonymous) A családtervezés és a világ népesedési problémáival kapcsolatos kutatásokért: Guy Irving Burch William Vogt |
| 1950 | George Wells Beadle                                                                               | George Papanicolaou | Eugene L. Bishop                                                                                |                                                                                   | Group Award: International Health Division of The Rockefeller Foundation A családtervezés és a világ népesedési problémáival kapcsolatos kutatásokért: Margaret Sanger Bessie Moses |
| 1949 | André Cournand William Tillett L. R. Christensen                                                  | Philip Hench Edward Calvin Kendall Max Theiler | Marion Sheahan                                                                                  | Haven Emerson                                                                     | Group Award: The American Academy of Pediatrics The Life Insurance Medical Research Fund A mentális betegségek gyógyításáért: Mildred C. Scoville Albert Deutsch A családtervezés és a világ népesedési problémáival kapcsolatos kutatásokért: George M. Cooper Carl G. Hartman |
| 1948 | Vincent du Vigneaud Selman Waksman René Dubos                                                     | | Martha Eliot Rolla Dyer                                                                         |                                                                                   | Group Award: Veterans Administration-Department of Medicine of Surgery A mentális betegségek gyógyításáért: C. Anderson Aldrich Mike Gorman Al Ostrow A családtervezés és a világ népesedési problémáival kapcsolatos kutatásokért: John Rock Richard N. Pierson |
| 1947 | Homer Smith Oswald Avery                                                                          | Thomas Francis | Alice Hamilton                                                                                  | Thomas Parran Jr.                                                                 | Group Award: The British Ministries of Food and Health United States Committee on Joint Causes of Death A mentális betegségek gyógyításáért: Catherine Mackenzie A családtervezés és a világ népesedési problémáival kapcsolatos kutatásokért: Alan Frank Guttmacher Abraham Stone |
| 1946 | Carl Cori                                                                                         | John Mahoney Karl Landsteiner Philip Levine Alexander Wiener | Alfred Richards Fred Soper                                                                      |                                                                                   | Group Award: National Institutes of Health National Regional Research Laboratory of the US Department of Agriculture Board for the Coordination of Malarial Studies Bureau of Entomology and Plant: US Department of Agriculture Army Epidemiological Board A mentális betegségek gyógyításáért: W. Horsley Gantt Jules H. Masserman Walter Lerch és Douglass Rice Sharpe Lawrence K. Frank A családtervezés és a világ népesedési problémáival kapcsolatos kutatásokért: Robert Latou Dickinson Irl Cephas Riggin |
| 1945 |                                                                                                   | |                                                                                                 |                                                                                   | A mentális betegségek gyógyításáért: Brock Chisholm John Rawlings Rees A családtervezés és a világ népesedési problémáival kapcsolatos kutatásokért: John McLeod Felix J. Underwood |
| 1944 |                                                                                                   | |                                                                                                 |                                                                                   | A mentális betegségek gyógyításáért: William C. Menninger |

### Az orvosi újságírói díjak
1949
William L. Laurence, The New York Times, a Cortizone and ACTH című cikksorozatáért.
Herbert és Dixie Yahraes, Collier's, "Our Daughter Is An Epileptic."
1950
Don Dunham, Cleveland Press, "Fluorides and Your Children's Teeth." című sikksorozatáért.
Berton Roueche, The New Yorker, "The Fog" és " A Pig From New Jersey," a környezetszennyezésről és a trichinellózisról írt cikkeiért
1951
Bob Considine, International News Service, "How Soon Will We Conquer Cancer?"
Albert Q. Maisel, Life, "Scandal Results in Real Reforms," a mentális betegekkel foglalkozó intézetek állapotáról szóló cikkéért.
Selig Greenberg, Providence R.I. Journal, "Medicine in Crisis," az amerikai orvosképzésről szóló cikkéért.
1952
Cathy Covert, Syracuse, N.Y., Herald-Journal, az amerikai egészségügyi programról szóló két cikksorozatáért: "Your Hospital—The Story of A Revolution" és "Exploring Medical Mysteries."
C. John Lear, Collier's, "Science May Give You a Second Heart."
1953
David Dietz, Scripps-Howard Newspapers, iron-lung polio betegségben szenvedők gyógyításáról szóló cikksorozatáért.
Bill Davidson, Collier's, "The Truth about the TB Miracle Drugs."
The New York Times, a kiváló napi orvosi riportjaiért; Waldemar Kaempffert "Science in Review." című heti jegyzetéért.
1954
Alton Blakeslee, Associated Press, "Secrets of Life" Marine Biological Laboratories, Woods Hole, Massachusetts tudományos kutatásait bemutató sorozatáért.
Robert Coughlan, Life, "Tracking the Killer," a gyermekbénulás elleni védőoltással kapcsolatos ismeretek terjesztéséért.
Milton Silverman, Saturday Evening Post, "The Drug That Fooled the Doctors," a magas vérnyomás és a mentális betegségek gyógyítására szolgáló Rauwolfia gyógyszer bemutatásáért.
1955
Selig Greenberg, Providence, R.I. Journal, "Hormones: Revolution in Medicine." című cikksorozatáért.
Joan Geyer, Provo, Utah, Daily Herald, "The Secret Sickness-Mental Illness."
Steven M. Spencer, Saturday Evening Post, "Mystery of the Blinded Babies," a retrolentalis fibroplasiáról szóló cikkéért.
"March of Medicine," az orvosi kutatások legújabb fejlesztéseiről szóló dokumentumműsoráért,amelyet a Smith, Kline & French Laboratories támogatásával az NBC hálózata mutatott be.
1956
Robert S. Bird, New York Herald Tribune, a szexuális úton terjedő betegségekről szóló cikksorozatáért.
Roland H. Berg, Look, "The State of the Nation's Health."
Public Affairs Department, CBS és a Station WCBS-TV, New York közösen az "Out of Darkness," mentális betegségekről, és a "The Wassaic Story," című,az értelmi fogyatékosokról szóló sorozatokért, amelyek a CBS hálózatában kerültek bemutatásra.
1957
Earl Ubell, New York Herald Tribune, "Will You Have A Heart Attack?" című cikksorozatáért.
Victor Cohn, Minneapolis Tribune, a gyermekek mentális betegségét kezelő központ szükségességéről szóló cikksorozatáért.
Lois Mattox Miller és James Monahan, Reader's Digest, "The Facts Behind Filter-Tip Cigarettes " és "Wanted—And Available—Filter-Tips That Really Filter." cikkekért.
1958
Joseph Kahn, New York Post, "Controversy Over Contraceptive Counseling in New York Municipal Hospitals." című cikksorozatáért.
Francis Bello, Fortune, "The Murderous Riddle of Coronary Disease."
"Today," NBC- TV, az orvosi kutatások jelentős eredményeiről szóló kiváló híradásaiért, és a "The Open Door." mentális egészségügyi program ismeretterjesztéséért.
Albert Wasserman, CBS Television Network, a "The Addicted" című két műsoráért a "The Twentieth Century Series." sorozatban.
1959
Fern Maria Eckman, New York Post, a "Children in Trouble," című sorozatáért az érzelmileg zavart gyerekek problémáiról.
Speciális díj − Dr. Howard Rusk, az orvosi kutatások és a közegészségügyi programok színvonalas bemutatásáért a The New York Times folyóirat szerkesztése alatt megjelenő heti jegyzeteiben.
Robert Coughlan, Life, "World Birth Control Challenge."
KMOX, St. Louis, Mo., a "The Changing Mind," című, a mentális betegségek kezelésének folyamatát bemutató 13 részes sorozatért; valamint az "Eye on St. Louis," című, szaruhártya átültetést bemutató sorozatáért.
Speciális díj − Fred W. Friendly, Howard K. Smith, és Av Westin, CBS REPORTS: "The Population Explosion."
1960
Don Seaver, Charlotte Observer, North Carolina's Neglected Mentally III Children című sorozatért.
Berton Roueche, The New Yorker, "Annals of Medicine: Alcohol."
KCRA-TV, Sacramento, "The Face of Despair," a Stan Atkinson által írt, az elmebetegek sorsáról szóló sorozatáért.
CBS for the CBS REPORTS "Biography of a Cancer," originated by Gene De Poris and produced in collaboration with Fred W. Friendly, Albert Wasserman, and Howard K. Smith.
1961
Michael Mok, N.Y. World Telegram & Sun, az "I Was A Mental Patient." című sorozatért.
Gilbert Cant, Time, "Medicine Gains on Viruses, Virologist—John Enders."
WBAL-Baltimore, Maryland, "The Dark Corner," a Rolf Hertzgard által írt, az elmebetegekről szóló sorozatáért.
1962
Alton Blakeslee, Associated Press, a "New Treatments for the Mentally Ill." című sorozatért.
John Osmundsen, The New York Times, "Biologists Hopeful of Solving Secrets of Heredity This Year."
CBS Television Network, CBS REPORTS, "Birth Control and the Law," a Stephen Fleischman által írt; Fred W. Friendly producerségével készült sorozatért.
Richard Heffron, "In Mortal Combat," adás, KSD-TV, St. Louis, Missouri.
1963
Bill Burrus, Dallas Times Herald, a "Tomorrow's Damned." sorozatért.
Gilbert Cant, Time, "Surgery, the Best Hope of All."
Lois Mattox Miller és James Monahan, Reader's Digest, "The Cigarette Controversy: A Storm is Brewing."
Paul Cunningham, NBC "Today," az elmebetegségekről szóló sorozatért.
1964
Alton Blakeslee, Associated Press, és Jeremiah Stamler, M.D., a "Your Heart Has Nine Lives." sorozatért.
Matt Clark, Newsweek, "Birth Control: The Pill and the Church."
CBS REPORTS, "The Business of Heroin," a Jay McMullen által írt és Fred W. Friendly producerségével készült sorozatért.
Edgar T. Bell, "The Twilight World," az elmebetegekről szóló dokumentumműsorért, amelyet Harlan Mendenhall írt, és a KWTV, Oklahoma City csatornáján került bemutatásra.
1965
Joann Rodgers és Louis Linley, The News American, Baltimore, a"Your Health and Medicine." címlapsorozatért.
Gerald Astor, Look, "Stroke: Second Greatest Crippler."
WABC-TV, New York, "Who Will Tie My Shoe?" —dokumentumműsor az elmebetegségekről, amelyet Edward Magruder Jones írt, és Pat Powellel, valamint Edwin Silvermannal közös készített el.
1966
Barbara Yuncker, New York Post, a "The Pill." című sorozatért.
Lawrence Lessing, Fortune, a "The Biology Revolution." című sorozatért
The American Broadcasting Company, "The Long Childhood of Timmy," című műsorért, amelyet Susan Garfield írt, és Stephen Fleischman producersége mellett, Nicholas Webster rendezett, a narrátor E. G. Marshall volt.
WXYZ-TV, Detroit, az "End Measles Sunday" kampányért.
Albert Rosenfeld, Life, az orvosi újságírásban betöltött vezető szerepéért.
1967
Carl M. Cobb, The Boston Globe, a "Mississippi Medicine." sorozatért.
Matt Clark, Newsweek, "The Heart: Miracle in Capetown."
CBS News, a for The Twenty-First Century programsorozatért, "Man-Made Man," amelyet Fred Warshofsky írt, a producere Isaac Kleinerman és Burton Benjamin voltak.
1968
Barbara Yuncker, New York Post, a "The Human Brain." sorozatért.
C. P. Gilmore, The New York Sunday Times Magazine, "Instead of a Heart, A Man-Made Pump."
NBC News. "The American Alcoholic," írta és rendezte Len Giovannitti. Közreműködött Raphael Abramovitz; narrátor, John Daly.
Municipal Broadcasting System (WNYC/WNYCFM/WNYC-TV), "The Voice of the City." Accepted by Seymour Siegel.
1969
Judith Randal, Washington Evening Star.
Gene Bylinsky, Fortune.
Network Award, CBS News, "The First Ten Months of Life," producer: Isaac Kleinerman, írta: Judy Towers; Executive producer: Burton Benjamin; narrátor Walter Cronkite.
ABC, "Heart Attack," Producer, Lester Cooper; Director, Aram Boyajian; Narrator, E.G. Marshall; Cameraman, Richard Roy.
WNED-TV, Buffalo, "Smoking and Health: The Tar Factor." Executive Producer, John L. Hutchinson, Jr.; Director, Hugh Downing; írta Mildred Spencer; fényképezte Robert Lehmann.
WITI-TV 6, Milwaukee, "A Change of Heart," írta és rendezte Fred Cowley; narrátor Carl Zimmerman; fényképezte James Pluta.